# 陳驤 (光緒進士)
陳驤，直隸天津府（今天津市）人，清朝政治人物、進士出身。
光緒二十四年，登進士，同年五月，改翰林院庶吉士。光緒二十九年四月，散館，授翰林院編修。光緒三十四年，署貴州提學使。宣統元年，署貴州布政使。